# PSR B1509-58
PSR B1509-58 (nota anche come Circinus pulsar ovvero pulsar del Compasso) è una pulsar a circa 17,000 anni luce nella costellazione del Compasso scoperta dall'Osservatorio Einstein nel 1982. La sua età è di approssimativamente 1700 anni ed è situata in una nebulosa la cui estensione è di 150 anni luce. Fotografata nei raggi X attraverso il Chandra X-ray Observatory tra il 2004 e il 2005, la nebulosa che circonda la nebulosa è stata denominata la "Mano di Dio".
La NASA ha descritto la stella come "una stella di neutroni in rapida rotazione che sprigiona la propria energia nello spazio circostante creando strutture complesse e affascinanti, compresa una formazione che ricorda una grossa mano cosmica." La velocità di rotazione è quasi di 7 giri al secondo.

## Galleria d'immagini

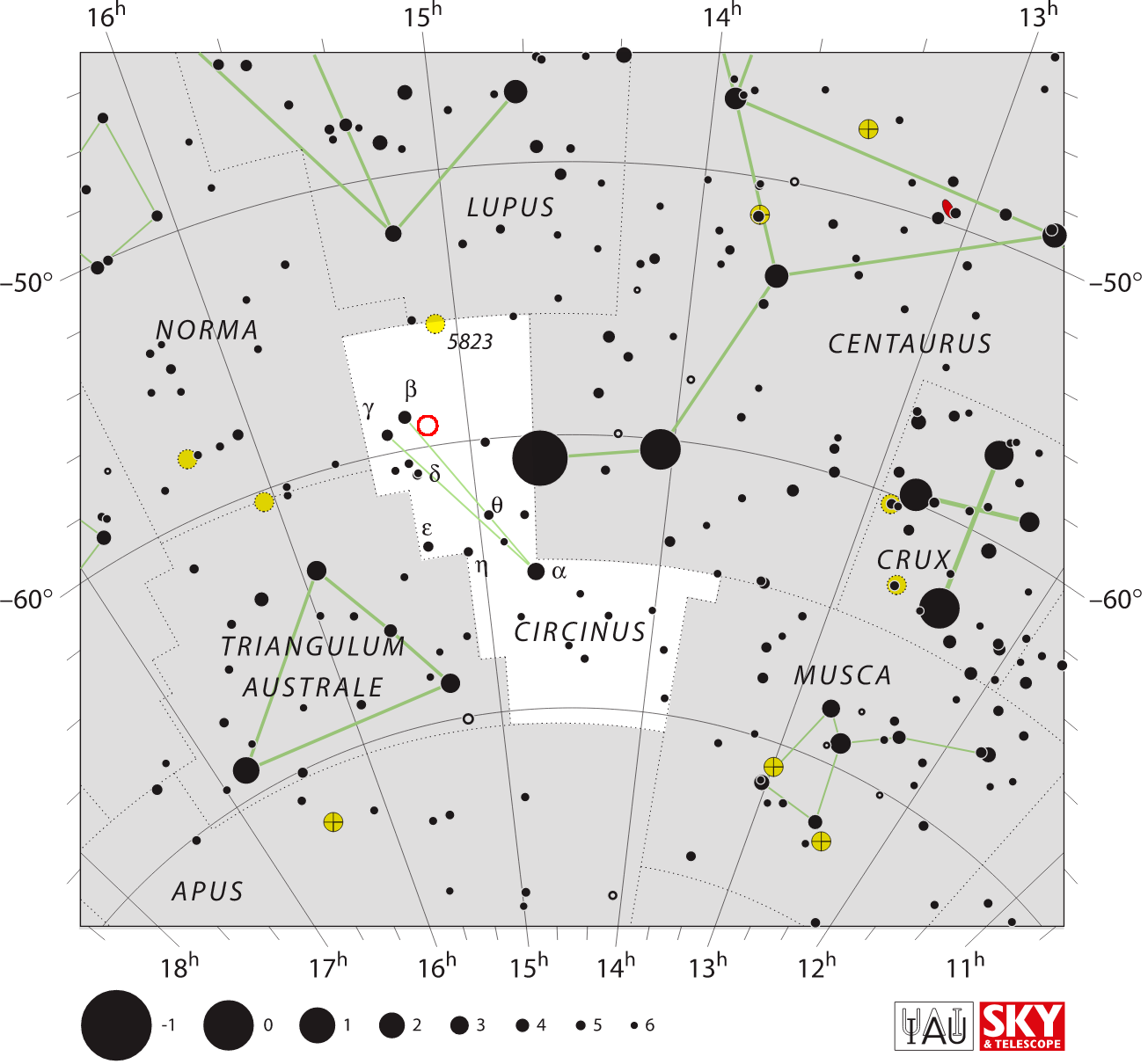
La posizione della pulsar è indicata dal cerchietto rosso
- Tour di PSR B1509-58.
- Sequenza di immagin idi PSR B1509-58.
- Confronto tra le dimensioni: PSR B1509-58 e la Nebulosa del Granchio.